# Anchesenamon
Anchesenamon (pierwotnie Anchesenpaaton, również Anchesenaton – egip.: Żyjąca dla Amona\Atona; ur. ok. 1346 p.n.e., zm. wkrótce po 1323 p.n.e.) – przyrodnia siostra i zarazem żona faraona Tutanchamona, żona następcy Tutanchamona, faraona Aj. Była trzecią z sześciu córek Echnatona i królowej Nefertiti.

## Dzieciństwo
Anchesenpaaton przyszła na świat w Achetaton (obecnie Tell el-Amarna) przed końcem roku siódmego, najprawdopodobniej przed rokiem szóstym panowania Echnatona. Wychowywała się w atmosferze rewolucji religijnej przeprowadzonej przez jej ojca, który odrzucił wiarę w Amona i innych bogów, wprowadzając monoteistyczny kult tarczy słonecznej – Atona. Liczne stele z Amarny ukazują prywatne życie królewskiej rodziny. Na jednej z nich widzimy Echnatona i Nefertiti wraz z córkami. Anchesenpaaton, jeszcze niemowlę, wspina się po lewym ramieniu matki, sięgając po ozdobę zwisającą z jej charakterystycznej korony. Piastunką młodej księżniczki była niejaka Tija. Prawdopodobnie pod koniec panowania Echnatona, Anchesenpaaton została poślubiona swojemu ojcu i być może urodziła mu córkę o imieniu Anchesenpaaton-Taszerit (Młodsza). Nie ma jednak bezpośrednich dowodów potwierdzających tę teorię.

## Królowa Egiptu
Po śmierci Echnatona i krótkim panowaniu efemerycznego króla Smenchkare władzę w Egipcie objął syn Echnatona – dziesięcioletni Tutanchaton. Chłopiec poślubił swoją przyrodnią siostrę Anchesenpaaton, która miała wtedy dwanaście do piętnastu lat. Nowa para królewska rządziła z Amarny trzy lub cztery lata. Następnie, odrzuciwszy wierzenia Echnatona, przeniosła się wraz z dworem do Teb. Jednocześnie królewscy małżonkowie zmienili swe imiona, stając się Tutanchamonem i Anchesenamon. Stare świątynie zostały otwarte, a w świątyni Amona w Karnaku młody król ustawił dużą stelę, którą ogłaszał powrót do dawnego porządku. Ta tzw. „stela restauracyjna” wyjaśnia, jak nowemu królowi przypadło w udziale przywrócenie bogom należnego im miejsca.
Kiedy Jego Wysokość stał się królem, świątynie bogów i bogiń, od Elefantyny aż po bagna delty, popadły w ruinę, ich sanktuaria zostały opuszczone i porosły zielskiem, ich kaplice jak gdyby nigdy nie istniały, a przez ich sale biegły ścieżki. Cały kraj był przewrócony do góry nogami, a bogowie odwrócili się od niego plecami.
Anchesenamon urodziła Tutanchamonowi dwie martwe córki, co musiało stanowić wielki cios dla młodej pary. Skrzynię z ich zmumifikowanymi ciałkami znaleziono w grobowcu Tutanchamona. Każde z nich zostało złożone w dwu małych antropomorficznych sarkofagach. Sekcja przeprowadzona w 1932 roku wykazała, że jedna z dziewczynek urodziła się po około pięciu miesiącach ciąży, druga po siedmiu lub ośmiu. Królewska para cały czas była pod silnym wpływem Aja, który będąc Boskim Ojcem, został teraz również wezyrem, a więc drugim człowiekiem w państwie. Prawdopodobnie to właśnie Aj sprawował rzeczywistą władzę w imieniu młodego Tutanchamona. To właśnie on jest przedstawiony w grobowcu Tutanchamona jako ten, który dokonuje ceremonii Otwarcia Ust na mumii króla.

## Śmierć Tutanchamona i prośba wdowy

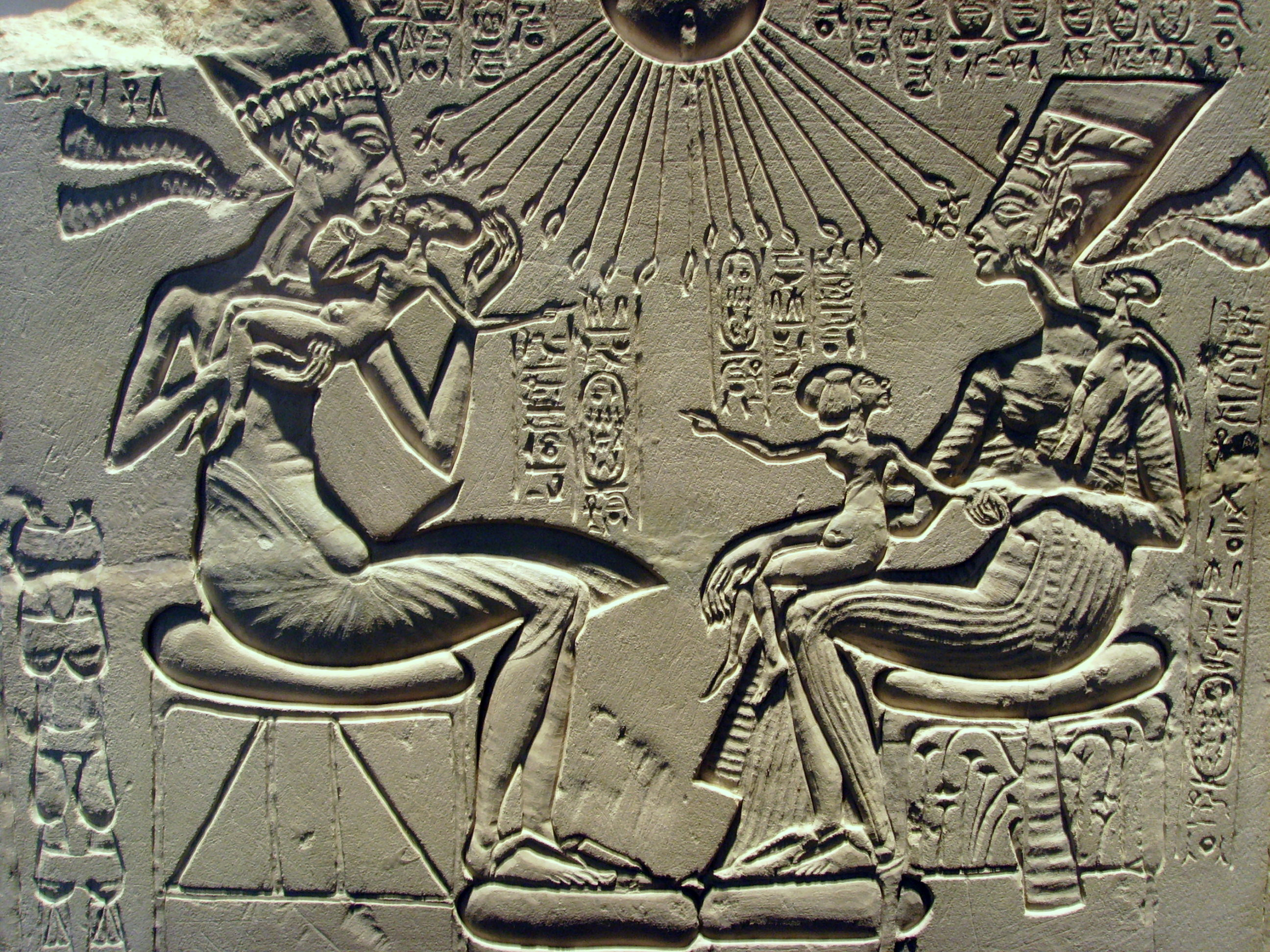
Stela ukazująca Echnatona i Nefertiti wraz z trzema najstarszymi córkami, Muzeum Egipskie w Berlinie

|                   |        |     |         |     |
| \| \| \| \| \| \| |        |     |         |     |
|                   |        |     |         |     |
| i                 | mn · n | S34 | S29 · n | A42 |

| i | mn · n | S34 | S29 · n | A42 |

|                   |        |     |         |     |
| \| \| \| \| \| \| |        |     |         |     |
|                   |        |     |         |     |
| i                 | mn · n | S34 | S29 · n | A42 |

| i | mn · n | S34 | S29 · n | A42 |

|                   |        |     |         |     |
| \| \| \| \| \| \| |        |     |         |     |
|                   |        |     |         |     |
| i                 | mn · n | S34 | S29 · n | A42 |

| i | mn · n | S34 | S29 · n | A42 |

|                   |        |     |         |     |
| \| \| \| \| \| \| |        |     |         |     |
|                   |        |     |         |     |
| i                 | mn · n | S34 | S29 · n | A42 |

| i | mn · n | S34 | S29 · n | A42 |

Niespełna dziesięć lat po objęciu władzy Tutanchamon zmarł. Dzięki badaniom genetycznym, przeprowadzonym w latach 2007-2009, udało się ustalić, że do jego śmierci przyczyniła się malaria. Wcześniejsze badania wykazały, iż kilka godzin przed śmiercią młody król doznał ciężkiego złamania lewej nogi. Prawdopodobnie oba te czynniki wpłynęły na przedwczesną śmierć Tutanchamona. Istnieje też hipoteza morderstwa. Młodziutki faraon nie pozostawił po sobie bezpośredniego męskiego następcy. Anchesenamon wysłała list do króla Hetytów, wrogów Egipcjan, rywalizujących z nimi o panowanie na Bliskim Wschodzie. O liście dowiadujemy się z glinianych tabliczek, stanowiących kronikę panowania Suppiluliumy I. Królowa pisała, że się boi i chciałaby poślubić hetyckiego księcia, żeby uczynić go królem Egiptu:
Podczas gdy mój ojciec przebywał w kraju Karkemisz, posłał Lupakkisza i Teszuba Zalmasza do kraju Amqa. Oni wyjechali. Zniszczyli kraj Amqa i przywiedli memu ojcu więźniów, wielką i małą trzodę. Gdy ludzie z Egiptu (Misra) dowiedzieli się o zniszczeniu Amqa, przestraszyli się. Zaiste, aby pogorszyć sytuację, ich pan Biphurrija umarł, a królowa Egiptu [Dahamunzu], która została wdową, wyprawiła do mojego ojca posłańca i napisała do niego tymi słowy: „Mój mąż umarł i nie mam syna. Ludzie mówią, że ty masz wielu synów. Jeśli przyślesz mi jednego z twych synów, stanie się on mym małżonkiem, ponieważ nie chcę wziąć jednego z mych sług (poddanych), aby zrobić z niego swego męża. ...Boję się.
Po śmierci Tutanchamona Anchesenamon została zupełnie sama. W swoim liście sugeruje, że próbowano ją zmusić do zawarcia związku z osobą z ludu. Zwrócenie się do wrogiego władcy świadczy o wyjątkowej desperacji. Życzenie Anchesenamon było tak niezwykłe, że nie uwierzył jej nawet król Hetytów.
Gdy mój ojciec dowiedział się o tym, zwołał wielkich na naradę (i powiedział im): „Od najdawniejszych czasów nie przydarzyła mi się nigdy podobna rzecz”. Postanowił wysłać szambelana Hattu-Zitisza (mówiąc): „Idź, przynieś mi wiarygodne wieści. Oni próbują mnie oszukać, a co się tyczy tego, że chcą księcia, przyślij mi na ten temat informacje godne zaufania”.

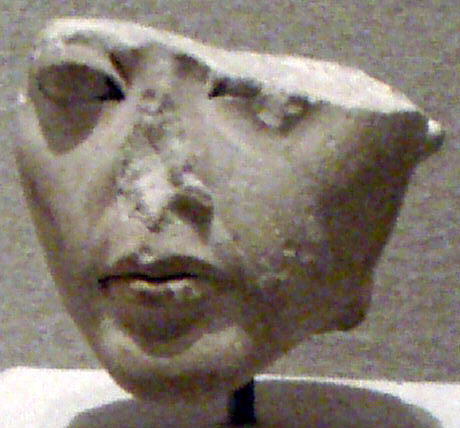
Księżniczka amarneńska, najprawdopodobniej Anchesenamon

Wiemy, że wysłannik nie wrócił z Egiptu sam.
Lecz kiedy nadeszła wiosna, Hattu-Zitisz wrócił z Egiptu, a wraz z nim przybył ambasador Egiptu, pan Hanis.
Anchesenamon wysłała kolejny list.
„Dlaczego mówisz: Oni chcą mnie oszukać? Gdybym miała syna, czyż pisałabym do obcego kraju w sposób uwłaczający mnie i memu krajowi? Nie wierzysz mi i nawet mówisz podobną rzecz! Ten, który był moim mężem, nie żyje, i nie mam synów. Daj mi jednego z twych synów, a będzie on mym mężem i królem Egiptu”. Ponieważ mój ojciec był wspaniałomyślny, nabrał przekonania do słów damy i zdecydował się wysłać swego syna.
Egipski wysłannik, Hanis, musiał potwierdzić treść listu.
O mój panie, to jest hańba dla naszego kraju. Gdybyśmy mieli dziedzica tronu, czy udawalibyśmy się do obcego kraju i zabiegali o władcę dla nas samych? Biphurija, który był naszym panem, umarł, syna nie ma. Żona naszego pana jest sama. Chcemy syna twego, o panie, aby go uczynić królem Egiptu, a dla kobiety, naszej pani, chcemy małżonka. Nie zwróciliśmy się do żadnego innego ludu, przybyliśmy tylko tutaj, do ciebie. A teraz, o panie, daj nam jednego z twoich synów!
W końcu Suppiluliuma przychylił się do prośby Anchesenamon.
Od niepamiętnych czasów Hattusza i Egipt byli sobie przyjaciółmi, a teraz także to wydarzyło się między nimi w naszym imieniu!  Hatti i Egipt przysięgają sobie wieczną przyjaźń.

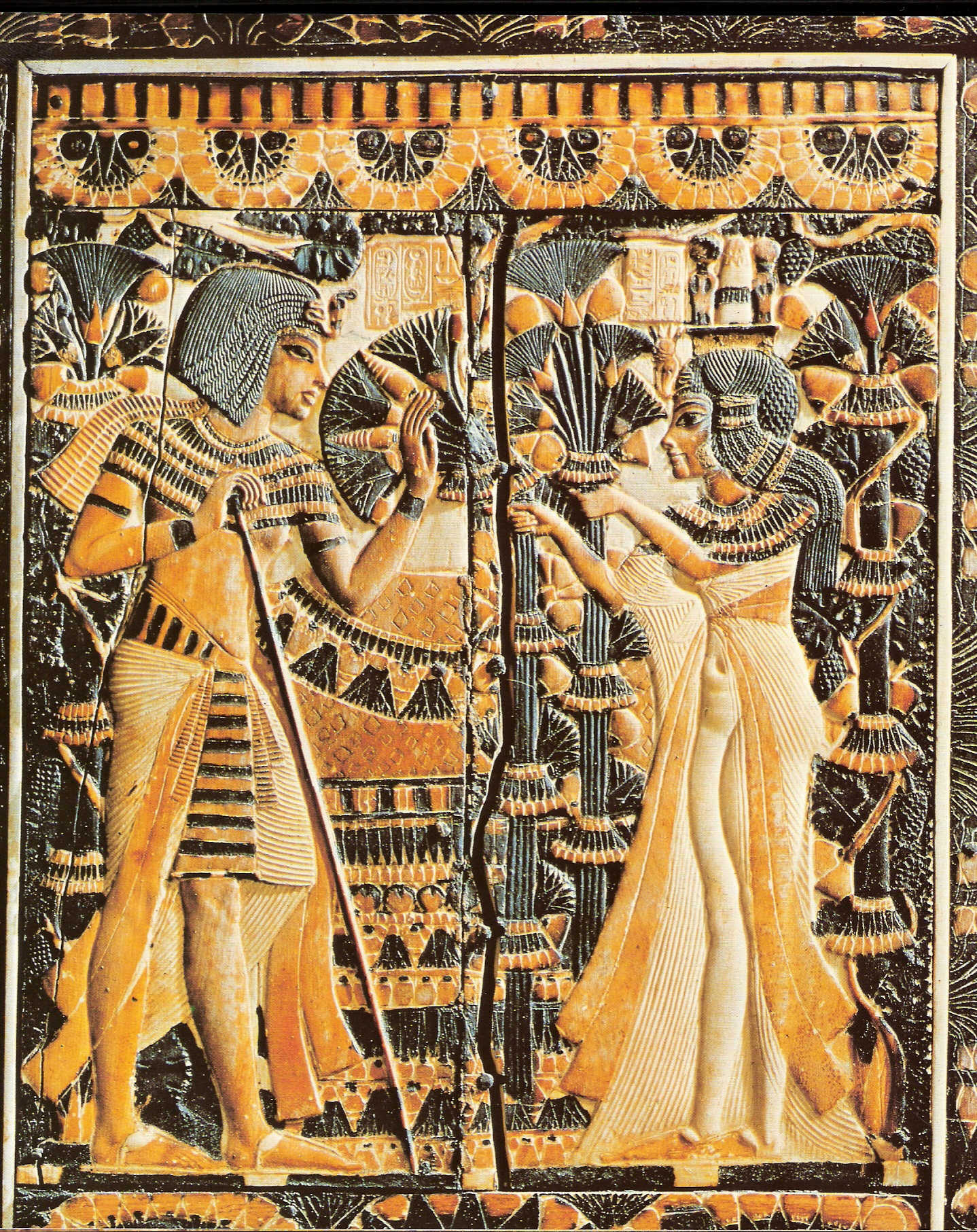
Tutanchamon i Anchesenamon na pokrywie skrzyni odnalezionej w grobowcu Tutanchamona

Mniej więcej dziewięćdziesiąt dni po otrzymaniu pierwszego listu Anchesenamon król Hetytów wysłał do Egiptu jednego ze swoich synów, księcia Zannanzę. Jednak na granicy z Egiptem nieszczęsny narzeczony został zamordowany.
Kiedy jednak mój ojciec dał im jednego ze swoich synów, zabili go, gdy do nich dotarł. Mój ojciec wpadł w gniew i postanowił zaatakować Egipt. Wysłał żołnierzy pieszych na rydwanach do Egiptu. Kiedy jednak powrócili do kraju Hatti, zabrali ze sobą jeńców, wśród których wybuchła zaraza i zaczęli umierać. Kiedy przywiedli jeńców do kraju Hatti, ci przynieśli zarazę do kraju Hatti. Od tego dnia ludzie zaczęli umierać w kraju Hatti.
Owym poddanym, którego nie chciała poślubić Anchesenamon, był najprawdopodobniej wezyr Aj. To właśnie on został następcą Tutanchamona. W 1931 roku odnaleziono pierścień, zawierający imiona Aj i Anchesenamon. Połączenie tych dwóch kartuszy miałoby być dowodem na to że Aj poślubił wdowę po Tutanchamonie, by uzyskać prawo do tronu Egiptu (według niektórych badaczy Aj był ojcem Nefertiti, a więc Anchesenamon została zmuszona do poślubienia własnego dziadka). Były wezyr panował zaledwie cztery lata. Jego grobowiec zdobią wizerunki wiernej żony Ti w roli „wielkiej małżonki”, królowej Egiptu., natomiast nie ma tam ani śladu Anchesenamon, a jej dalsze losy pozostają nieznane. Niektórzy badacze brak jej wizerunku w grobowcu Aj uznają za dowód morderstwa. Możliwe, że władca, zdobywszy władzę, usunął wdowę po Tutanchamonie, która była mu już w tym momencie niepotrzebna. Grobowca Anchesenamon nigdy nie odnaleziono. Razem z jej śmiercią ostatecznie zamknięty zostaje okres zwany w dziejach Egiptu okresem amarneńskim oraz kończy się prawowita, królewska linia XVIII dynastii, której ostatnią żyjącą przedstawicielką była Anchesenamon.

## Grobowiec Tutanchamona

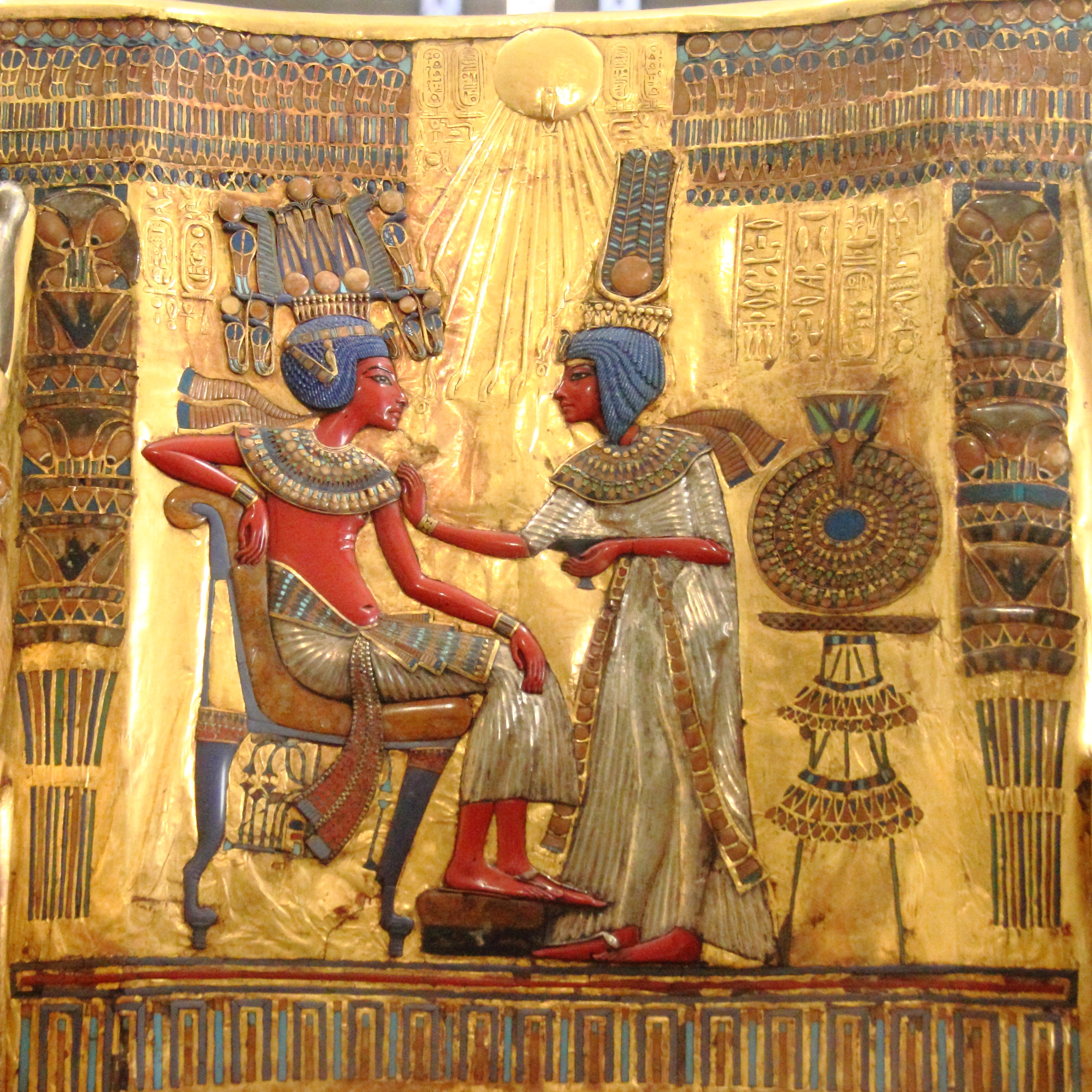
Tutanchamon i Anchesenamon na oparciu złotego tronu

Anchesenamon pojawia się na wielu budowlach Tutanchamona oraz na przedmiotach odkrytych w jego grobowcu. Jednym z najpiękniejszych znalezisk jest złota kapliczka, dekorowana w stylu amarneńskim. Widnieją na niej sceny, które często uchodzą za zwykłe wyobrażenia życia codziennego. W rzeczywistości królowa pełni tam przed swym mężem rolę kapłanki. Anchesenamon nalewa napój do ceremonialnego pucharu trzymanego przez jej siedzącego męża. W innych scenach królowa przybiera tradycyjne pozy Maat. Kuca przy nogach Tutanchamona, który leje wodę w jej ręce. W innym miejscu widzimy młodą królową, gdy podaje strzałę swojemu mężowi podczas polowania na bagnach. Anchesenamon towarzyszy mu we wszystkich osiemnastu scenach. Widzimy ją także na oparciu tronu Tutanchamona. Tutaj Anchesenamon czułym gestem wkłada mężowi szeroki kołnierz. To jedna z najbardziej znanych egipskich scen. Rzeźby ukazujące królewskich małżonków można znaleźć także w Świątyni Amona w Karnaku.

## Identyfikacja mumii
Wstępne analizy genetyczne wykazały, iż jedna z dwóch niezidentyfikowanych dotąd mumii z grobowca KV21 w Dolinie Królów może należeć do Anchesenamon. Badania wskazały ją jako matkę płodów z grobowca Tutanchamona.

## W kulturze
- Imię Anchesenamon zostało użyte w filmie Mumia z 1932 roku, a także w jego późniejszych wersjach. Pojawia się w Mumii z 1999 r. oraz w jej kontynuacji Mumia powraca z 2001 roku. W filmie z 1932 roku imię Anchesenamon zapisywane jest jako Ankh-es-en-Amon, natomiast w wersji z 1999 roku - Anck-su-Namun. W starszej wersji grała ją Zita Johann, a w ostatnich dwóch filmach - Patricia Velasquez. Anchesenamon była miłością Imhotepa.

- Anchesenamon jest główną bohaterką powieści Christiana Jacq pt. Królowa Słońce. Występuje także w utworze Michelle Moran Nefertiti.

## Rodowód
| 4. Amenhotep III |  |              |  |  |                 |
|                  |  | 2. Echnaton  |  |  |                 |
| 5. Teje          |  |              |  |  |                 |
|                  |  |              |  |  | 1. Anchesenamon |
| 6. Aj (?)        |  |              |  |  |                 |
|                  |  | 3. Nefertiti |  |  |                 |
| 7. Ti (?)        |  |              |  |  |                 |
|                  |  |              |  |  |                 |